# (55637) 2002 UX25
(55637) 2002 UX25 és un objecte del Cinturó de Kuiper que orbita al voltant del Sol a 42 ua de distància, es va descobrir el 30 d'octubre del 2002 pel programa de detecció d'objectes transneptunians Spacewatch.
S'inclou dins de la categoria dels Cubewanos i té un diàmetre d'entre 810 i 910 km depenent de les observacions i l'assumpció d'albedo. És un dels cossos del cinturó de Kuiper de major tonalitat roja en la seua superfície, a més de posseir un satèl·lit, l'òrbita del qual està encara per determinar.